# Guido Pasolini
Pour les articles homonymes, voir Pasolini (homonymie).
Guidalberto Pasolini dit Guido, nom de guerre « Ermes », né à Belluno le 4 octobre 1925 et mort à Cividale del Friuli le 12 février 1945, est un résistant et partisan italien. Il est mort à l'âge de dix-neuf ans lors des événements liés au massacre de Porzûs, un épisode tragique et controversé de la Résistance italienne au cours duquel dix-sept partisans des Brigades Osoppo ont été massacrés par un groupe de partisans communistes appartenant aux Brigades Garibaldi, pour des raisons politiques sans rapport avec la lutte antifasciste.
Il est le frère cadet de l'écrivain, poète et cinéaste Pier Paolo Pasolini.

## Biographie
Guido Pasolini est le fils de Carlo Alberto et Susanna Pasolini et le frère cadet de Pier Paolo. Il entre dans la clandestinité à la fin du mois de mai 1944, immédiatement après avoir obtenu son diplôme au lycée M. Grigoletti de Pordenone,, préférant s'engager activement dans la lutte contre l'occupation allemande du Frioul à son intention initiale de s'inscrire à l'université. Sous le nom de guerre « Ermes », il devient membre des Brigades Osoppo de l'Est et atteint, dans la soirée du 6 février 1945, avec un groupe de partisans dirigé par le capitaine Aldo Bricco, dit « Centina », les cabanes de Porzûs, sur le mont Topli Uork, siège du commandement de ces brigades.
Il devient ensuite membre de la formation Osoppo Friuli, d'abord dans la région de Pielungo, puis dans la région d'Attimis-Faedis-Nimis, dans laquelle la zone libre du Frioul oriental a été établie. C'est dans cette zone que se sont déroulés les événements tragiques du massacre de Porzûs, le 7 février 1945, presque à la fin du conflit.
Le 7 février 1945, il est capturé à la cabane Topli Uork par un groupe de partisans communistes appartenant au GAP frioulan des Brigades Garibaldi, dirigé par Mario Toffanin (nom de guerre « Giacca »). Le commandant de Guido Pasolini, Francesco De Gregori, est tué immédiatement alors qu'il est transféré avec trois autres camarades à Bosco Romagno, près de Cividale del Friuli.
Soumis à un interrogatoire et jugé sommairement le 12 février 1945, il est emmené le matin même sous escorte au lieu d'exécution, où la tombe est creusée par lui et trois autres partisans d'Osovan. Plusieurs rumeurs circulent sur les circonstances exactes des événements, certaines sources prétendant qu'il s'est vu offrir la possibilité de se sauver en rejoignant les forces de Tito. En tout état de cause, il réussit à s'échapper dans des circonstances peu claires, mais fut blessé à l'épaule et au bras droit par ses poursuivants au cours de sa fuite. Il réussit à atteindre le hameau voisin de Sant'Andrat dello Judrio, dans la commune de Corno di Rosazzo, et se fait soigner à la pharmacie locale de Quattroventi.
De là, il continue à pied jusqu'au village voisin de Dolegnano, où il est accueilli par une famille locale. Deux partisans locaux arrivent à la maison, probablement alertés par le pharmacien, et l'emmènent dans une autre maison, dans laquelle le partisan Mario Tulissi fait irruption et, après avoir reçu des ordres, récupère le blessé sous prétexte de l'emmener à l'hôpital voisin de Cormons pour qu'il y reçoive les soins nécessaires. Ermes est ensuite remis aux deux Gappisti, auxquels il avait réussi à échapper le matin, qui l'achèvent.
Ses restes ont été exhumés à la fin de la guerre, entre le 10 et le 20 juin 1945, avec ceux des autres victimes du massacre. Après les funérailles solennelles célébrées à Cividale le 21 juin 1945, la dépouille de Pasolini a été transférée à Casarsa, où elle repose toujours dans une tombe près de l'entrée du cimetière, que l'administration locale a réservée à ses morts pour la liberté (son frère Pier Paolo repose dans le même cimetière, à quelques mètres de là).